# Sherkhan Farnud
Sherkhan Farnud (* 1961 in der Provinz Kunduz; auch Sherkhan Farnood; † 24. August 2018 in Kabul) war ein afghanischer Pokerspieler und Geschäftsmann. Er gründete mit der Kabul Bank die erste Privatbank seines Landes und wurde nach einem Korruptionsskandal und Bank Run 2010 im November 2014 wegen Unterschlagung zu einer Gefängnisstrafe von 15 Jahren verurteilt.

## Unternehmerkarriere

### Aufstieg
Farnud stammte aus einer armen Familie im Norden von Afghanistan. In den 1980er-Jahren ging er nach Russland, wo er ein Unternehmen gründete, das auf Geldtransfers für den Import afghanischer Textilien nach Russland spezialisiert war. In den folgenden 15 Jahren soll er ein Finanznetzwerk mit Verbindungen nach Zentralasien, Pakistan, Iran, China, Europa und Kalifornien aufgebaut haben, das auf dem Hawala-System aufgebaut war. Laut der Drug Enforcement Administration (DEA) führte dieses auch Geldwäsche für die Taliban, Drogenhändler und al-Qaida durch.

### Kabul Bank
2004 bewilligte die afghanische Regierung Farnud eine Lizenz für die Kabul Bank. Er kaufte zusammen mit Mahmud Karsai in den 2000ern einen Fernsehsender für 1,8 Millionen US-Dollar, ein Tankstellennetz für etwa 21 Millionen Dollar sowie viele Immobilien in Kabul. 2008 gingen ihm in einem Geschäft mit der ersten afghanischen Airline, der Pamir Airways, etwa 98 Millionen US-Dollar verloren. Das Geld war über einen Kredit der Kabul Bank investiert worden. Farnud investierte etwa 160 Millionen Dollar in Palm Islands.

### Prozess
Im August 2010 verfügte die Zentralbank Afghanistans die Entlassung von Farnud und Khalilullah Ferosi aus dem Vorstand der Kabul Bank. Hintergrund waren massive betrügerische Vorgänge bei der Kreditvergabe. Beide wurden in Haft genommen, aber im September 2011 von Präsident Hamid Karzai mit Haftverschonung freigelassen. Im März 2013 wurde Farnud wegen Unterschlagung zuerst zu fünf Jahren Haft verurteilt, das Berufungsgericht erhöhte die Strafe später auf 15 Jahre. Am 24. August 2018 starb er in einem Kabuler Gefängnis an einer Herzkrankheit.

## Pokerkarriere
Farnud lebte als Profipokerspieler. 2008 gewann er bei der in London ausgetragenen World Series of Poker Europe ein Turnier in der gemischten Variante H.O.R.S.E. und damit ein Bracelet. Die World Series of Poker beziffert seine Gewinne zwischen 2005 und 2008 mit mehr als 400.000 US-Dollar. Insgesamt hat er sich mit Poker bei Live-Turnieren rund 630.000 Dollar erspielt und ist damit der erfolgreichste afghanische Pokerspieler.